# Dmitri Grigorovitch
Pour les articles homonymes, voir Grigorovitch.
Dmitri Vassilievitch Grigorovitch (en russe : Дмитрий Васильевич Григорович) est un écrivain russe né le 19 mars 1822 (31 mars dans le calendrier grégorien) à Simbirsk et mort le 22 décembre 1899 (3 janvier 1900 dans le calendrier grégorien) à Saint-Pétersbourg.

## Biographie
Son père, hussard à la retraite issu de la noblesse, est d'abord intendant du domaine de la mère de l'écrivain Vladimir Sollogoub; puis il s'achète un domaine du nom de Douliébino dans l'ouïezd de Kachira (gouvernement de Toula). Sa mère, Sidonie de Valmont, est Française. Dmitri Grigorovich perd son père en 1830 et est élevé par sa mère et sa grand-mère qui lui donnent une éducation française. Dans sa jeunesse, il parle mal le russe et s'est longtemps exprimé dans la vie avec un accent français.
Il est envoyé à l'âge de huit ans à Moscou au lycée (gymnasium) (1831-1833), puis passe trois années dans la pension française Monighetti dont il sort en 1836 pour étudier à l'école supérieure du génie de Saint-Pétersbourg dont il sort en 1840 et où il a comme condisciple Fiodor Dostoïevski qui l'éveille à la littérature. Il n'a pas la vocation militaire et il doit quitter l'école après une faute grave: il n'a pas fait le salut militaire au grand-duc Michel de Russie, croisé dans la rue. Plus tard, il entre à l'Académie des beaux-arts où il fait la connaissance de Taras Chevtchenko. 

### Débuts littéraires
Grigorovitch fait ses débuts littéraires avec les nouvelles Le Petit Chien («Собачка»), La Charette théâtrale («Театральная карета»), publiées dans le supplément littéraire de L'Invalide russe, mais sont considérées comme faibles d'un point de vue artistique. 
C'est par l'intermédiaire de Dostoïevski qu'il fait la connaissance, vers 1841, de Nikolaï Nekrassov et qu'il peut faire connaître sa première œuvre, Les Pauvres Gens.Dans l'almanach humoristique Premier avril sont publiés les récits des trois auteurs, Grigorovitch, Dostoïevski et Nekrassov, Du danger de se livrer à des rêves ambitieux et sa propre production Le Morceau de vêtement («Штука полотна», 1846); La Physiologie de Pétersbourg («Физиология Петербурга»), où est insérée l'étude de caractères sociaux intitulée Les Petits Charmants de Pétersbourg («Петербургские шарманщики», 1845), qui attire l'attention de Biélinski. 
Grigorovitch publie aussi des petits essais dans La Gazette littéraire et des feuilletons de pièces de théâtre dans L'Abeille du nord.

### Consécration
Bien que connaissant peu et mal la vie de la paysannerie, Grigorovitch se lance sous l'influence du cercle de Beketov, dans l'écriture d'une grande histoire, Le Village, publié en 1846, qui lui donne la renommée littéraire.
Antoine le pauvre hère («Антон-Горемыка»), paru en 1847 dans Le Contemporain, rencontre un grand succès. « Cette nouvelle est vraiment touchante », écrit Biélinski, « et lorsqu'on en finit la lecture, des pensées tristes et importantes se pressent involontairement dans la tête du lecteur. ».

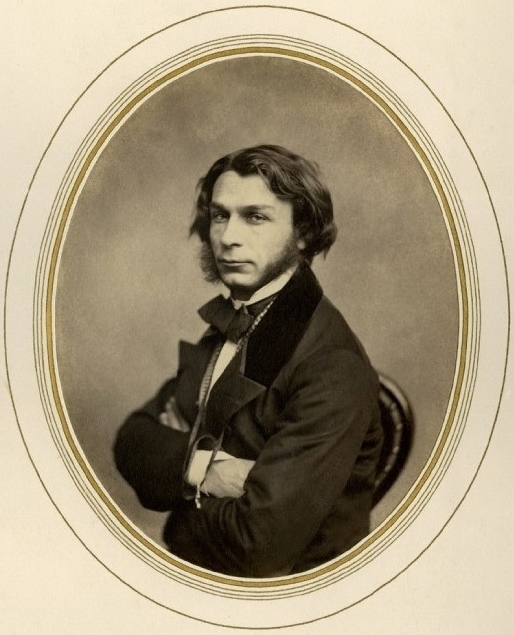
Grigorovitch en 1856.

Grigorovitch est le premier à consacrer une longue histoire à la vie quotidienne des gens ordinaires les plus gris - pas de romantisme «folklorique», et des gens dans toute leur laideur. La vitalité avec laquelle la vie populaire est dépeinte dans Le Village est si inhabituelle pour l'époque que les slavophiles, qui n'aimaient le peuple qu'en en glorifiant sa majesté, considèrent que ce récit de Grigorovitch donne une vision humiliante du peuple. 
Ensuite, il écrit plusieurs nouvelles sur la vie de la capitale.
En 1858-1859, il fait le tour de l'Europe au cours d'un voyage financé par le ministère de la marine qui lui commande des essais et descriptions, publiés plus tard sous le titre Le Navire Retvizan («Корабль Ретвизан»).

### Silence
Au début des années 1860, lorsqu'une scission se produit dans la rédaction du Contemporain entre un groupe d'écrivains nobles et de jeunes roturiers radicaux, Grigorovich soutient le premier groupe et quitte la revue. Tchernychevski dans son article « N'est-ce pas le début du changement? » est l'objet de vives critiques de la part de Tourgueniev et de Grigorovitch et dès lors, d'après les témoins de l'époque, l' opposition entre Grigorovitch et Tchernychevski se transforme peu à peu en véritable détestation mutuelle.
À partir de 1864, Grigorovitch se fait complètement silencieux, ne trouvant pas de points de contact avec la modernité, et travaille pour la Société impériale pour l'encouragement des arts, il en est le secrétaire pendant de longues années. Pendant ce temps, il obtient le rang de conseiller d'État actuel avec une pension à vie. 
Il reprend la plume au milieu des années 1880; il écrit notamment Le Garçon de gutta-percha, Les Acrobates de la charité et Souvenirs (1893). Dans une lettre de 1886, il apporte soutien et conseils à  Anton Tchekhov.

## Quelques œuvres

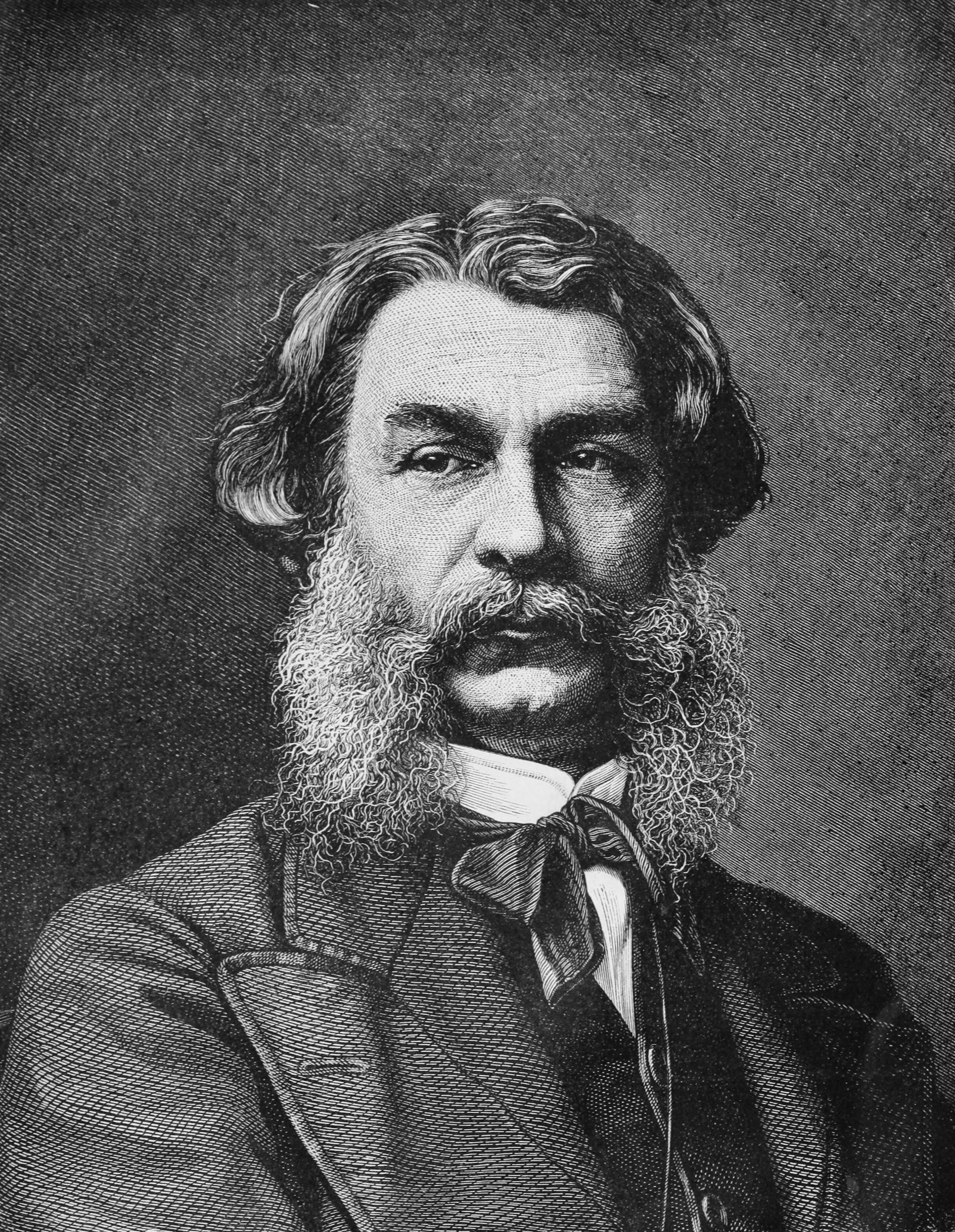
Dmitri Vassilievitch Grigorovitch

- 1845 : La Physiologie de Pétersbourg[4](«Петербургские шарманщики») (ouvrage collectif).
- 1846 : Le Village (« Деревня »)
- 1846 : Du danger de se livrer à des rêves ambitieux : Œuvre écrite en collaboration par Fiodor Dostoïevski, Nikolaï Nekrassov et Grigorovitch.
- 1847 : Antoine le pauvre hère (« Антон-Горемыка »)
- 1855 : Une école d'hospitalité[5] (nouvelle)
- 1853 : Les Pêcheurs (« Рыбаки »)
- 1855-1856 : Les Transplantés (« Переселенцы »)
- 1883 : Le Garçon de gutta-percha (« Гуттаперчевый мальчик ».)

## Adresses à Saint-Pétersbourg

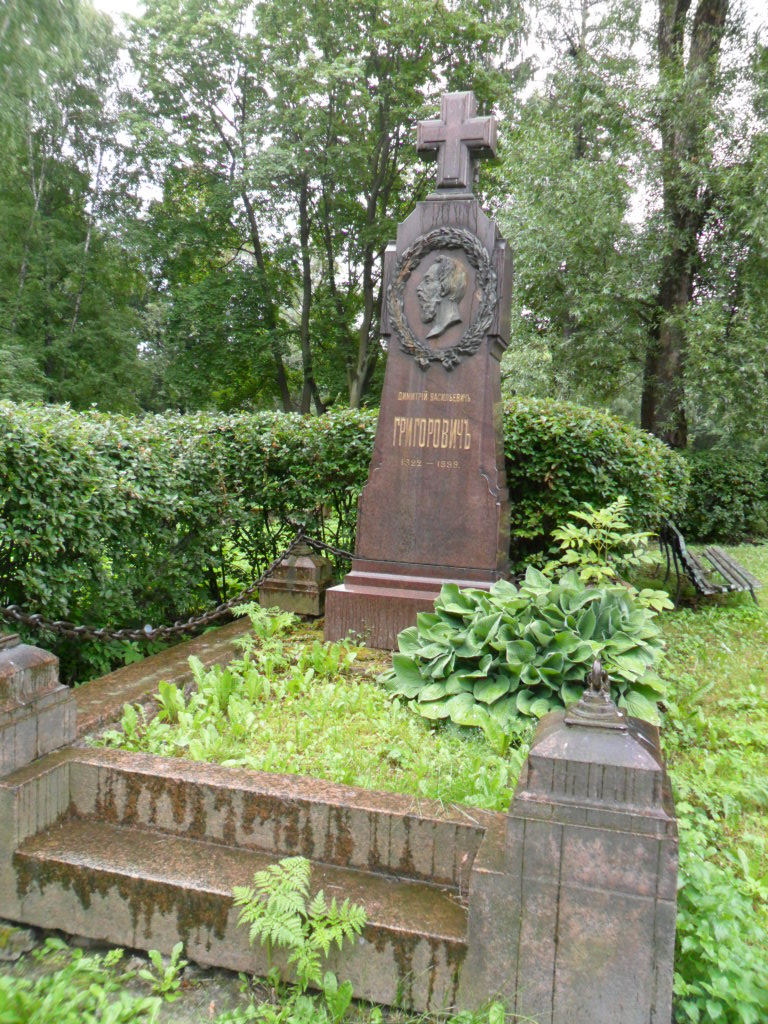
Sépulture de Grigorovitch.

- 1844-1846: appartement de Dostoïevski dans l'immeuble Prianitchnikov, n° 11 rue Vladimirskaïa (patrimoine protégé);
- 1870-1893: aile sur la cour du n° 38 rue Bolchaïa Morskaïa;
- 1893-22 décembre 1899: n° 28 rue Mechtchanskaïa, appartement n° 9.

## Sources
Encyclopædia Universalis